# 407e régiment d'artillerie
Pour les articles homonymes, voir 407e régiment.
Le 407e régiment d'artillerie est un régiment d'artillerie de l'armée de terre française durant la bataille de France.

## Création et différentes dénominations
- septembre 1939 : création
- juillet 1940 : dissous
- 1945 : recréation
- 1946 : dissous
- 1949 : recréation
- 1964 : dissous

## Historique

### Seconde Guerre mondiale
Le 407e régiment d'artillerie de défense contre aéronefs (407e RADCA) est créé en septembre 1939 en région parisienne, par dédoublement du 401e régiment d'artillerie de défense contre aéronefs. Son état-major à la forteresse du Mont-Valérien (Suresnes)[réf. souhaitée]. Il est rattaché à la 31e brigade de DCA. Il est le seul des trois RADCA prévus  lors de la mobilisation française de 1939 pour épauler les six RADCA d'active à être effectivement mis sur pied. Les 408e et 409e RADCA, planifiés pour le 1er octobre 1939, n’ont pas été formés, faute de matériels et d’effectifs instruits. 
De septembre 1939 à juin 1940, il forme 8 groupes et 43 batteries indépendantes, essentiellement des canons antiaériens de 75 mm. Il est dissous en juillet 1940.

### De 1945 à nos jours
Le 407e régiment d'artillerie antiaérienne est brièvement recréé de 1945 à 1946.
Le 407e groupe d'artillerie antiaérienne reprend également la filiation de 1949 à 1964.

## Insigne
Un guerrier nu et coiffé d'un casque grec, pointant son arc vers le ciel. À sa gauche un oiseau abattu par une de ses flèches et en fond plusieurs monuments de la ville de Paris. L'archer est soutenu par un écusson aux armes de Paris.

## Étendard
Il ne porte aucune inscription.

## Personnalités ayant servi au régiment
- Gaston Tavian (1908-1987), résistant, Compagnon de la Libération.